# Joubinella traditor
Joubinella traditor är en kräftdjursart som beskrevs av Pirlot 1932. Joubinella traditor ingår i släktet Joubinella och familjen Phoxocephalidae. Inga underarter finns listade i Catalogue of Life.